# Nước chấm

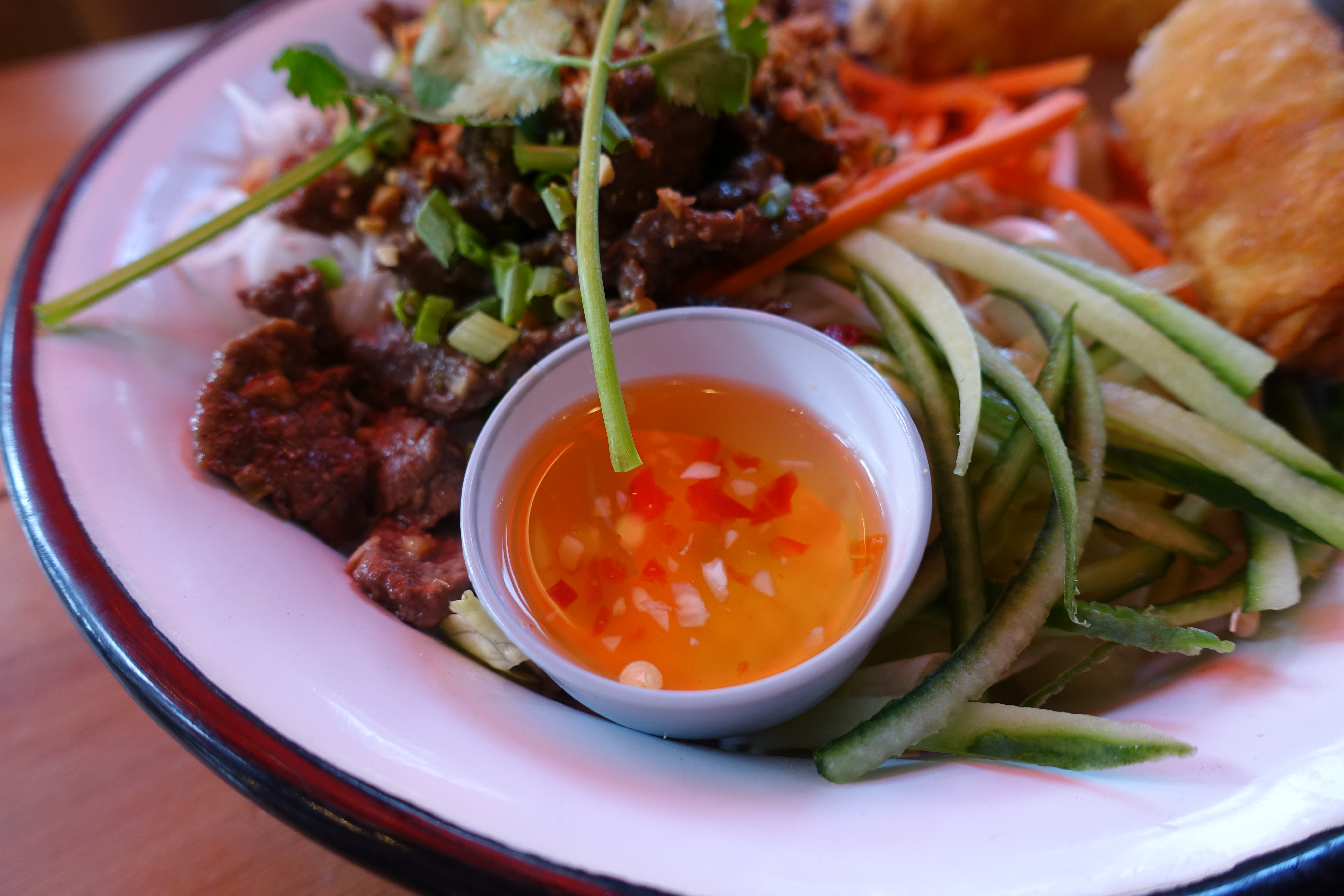
Tacinha de nước chấm

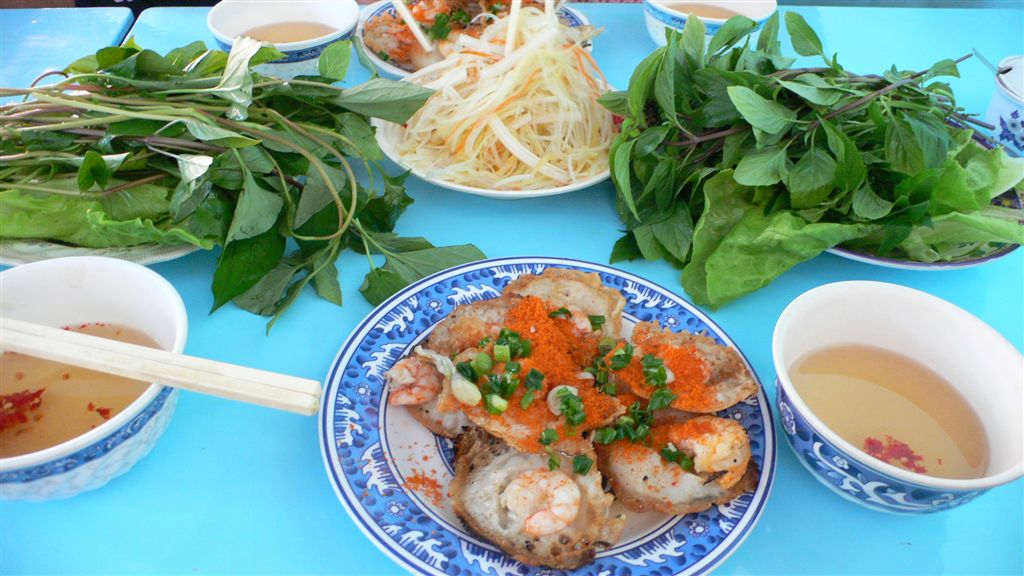
Taças de nước chấm (à direita e à esquerda.

Nước chấm, nước mắm pha ou nước mắm é um molho da culinária do Vietname. Pode ser usado para molhar outras iguarias ou como condimento, sendo esta última utilização bastante frequente. Apesar de ser designado como molho, a sua consistência assemelha-se à da água, possuindo uma cor alaranjada.
É confeccionado com sumo de lima ou limão, vinagre (facultativo), molho de peixe, açúcar e água. Por vezes, a estes ingredientes, são também adicionados alhos picados, malaguetas picadas ou cortadas em cubos e cenoura ralada
É frequentemente preparado quente, num fogão, de forma a derreter o açúcar mais depressa, sendo arrefecido em seguida. O sabor varia com o gosto pessoal de quem o prepara, colocando maior ou menor quantidade de determinado ingrediente, sendo descrito como doce, mas salgado, por vezes picante.
O nước chấm é normalmente servido com diversos tipos de crepes vietnamitas (bánh cuốn, chả giò, bánh xèo e gỏi cuốn), arroz partido (cơm tấm) e massas de arroz.